# Courcelles-en-Barrois
Courcelles-en-Barrois ist eine französische Gemeinde mit 51 Einwohnern (Stand 1. Januar 2022) im Département Meuse in der Region Grand Est (vor 2016 Lothringen). Sie gehört zum Arrondissement Commercy und zum Kanton Dieue-sur-Meuse.

## Geografie
Die Gemeinde liegt etwa 22 Kilometer nordöstlich von Bar-le-Duc im Zentrum des Départements Meuse. Die Gemeinde besteht einzig aus dem Ort Courcelles-en-Barrois. Weite Teile der Gemeinde sind bewaldet. Das bedeutendste Waldgebiet ist der Bois de Lavallée. Nachbargemeinden sind Kœur-la-Petite im Norden, Sampigny im Osten und Südosten, Ménil-aux-Bois im Süden, Lignières-sur-Aire im Südwesten und Westen sowie Baudrémont im Westen und Nordwesten.

## Geschichte
Der Name der heutigen Gemeinde wurde im 10. Jahrhundert als Corcellas erstmals in einem Dokument erwähnt. Im Mittelalter gehörte der Ort zum Gebiet des Herzogtums Bar und danach zum Herzogtum Lothringen. Genauer zum Amt (Bailliage) Saint-Mihiel. Mit dieser Herrschaft fiel Courcelles-en-Barrois 1766 an Frankreich. Bis zur Französischen Revolution lag der Ort im Grand-gouvernement de Lorraine-et-Barrois. 
Von 1793 bis 1801 war die Gemeinde dem Distrikt Saint-Mihiel zugeteilt und Teil des Kantons Sampigny. Und von 1801 bis 2015 Teil des Kantons Pierrefitte-sur-Aire. Seit 1801 ist Courcelles-en-Barrois dem Arrondissement Commercy zugeordnet. Von 1801 bis 1934 trug die Gemeinde den Namen Courcelles-aux-Bois.

### Bevölkerungsentwicklung
| Jahr                                                                                                | 1962 | 1968 | 1975 | 1982 | 1990 | 1999 | 2006 | 2011 | 2019 |
| Einwohner                                                                                           | 40   | 31   | 30   | 36   | 48   | 38   | 31   | 31   | 41   |
| Quellen: Cassini (Volkszählungen bis 1999) und INSEE (offizielle Schätzungen per 1. Januar ab 2006) |      |      |      |      |      |      |      |      |      |

## Sehenswürdigkeiten
- Kirche Saint-Simplice
- Gedenkplatte für die Gefallenen[3]
- Wegkreuz an der Grande Rue am südlichen Dorfausgang